# وانا أندرس
وانا اندرس (بالإنجليزية: Luana Anders)‏ (12 مايو 1938 - 21 يوليو 1996) ممثلة سينمائية أمريكية .

## روابط خارجية
- وانا أندرس على موقع IMDb (الإنجليزية)
- وانا أندرس على موقع ألو سيني (الفرنسية)
- وانا أندرس على موقع أول موفي (الإنجليزية)
- وانا أندرس على موقع قاعدة بيانات برودواي على الإنترنت (الإنجليزية)
- وانا أندرس على موقع قاعدة بيانات الأفلام السويدية (السويدية)
- وانا أندرس على موقع إن إن دي بي (الإنجليزية)
- وانا أندرس على موقع قاعدة بيانات الفيلم (الإنجليزية)
- وانا أندرس على موقع كينوبويسك (الروسية)
- وانا أندرس على موقع فايند أغريف